# 1921 a jogalkotásban
1921-ben az alábbi jogszabályokat alkották meg:

## Magyarország

### Törvények
- 1921. évi I. törvénycikk A világháborútól érintett ipari tulajdonjogok fenntartására és visszaállítására vonatkozó megállapodás becikkelyezéséről
- 1921. évi II. törvénycikk Az 1920/21. költségvetési év első három hónapjában viselendő közterhekről és fedezendő állami kiadásokról szóló 1920:XIV. tc. hatályának 1921. évi május hó végéig való kiterjesztése tárgyában
- 1921. évi III. törvénycikk Az állami és társadalmi rend hatályosabb védelméről
- 1921. évi IV. törvénycikk  Az állami italmérési jövedékről
- 1921. évi V. törvénycikk Az Országos Pénzügyi Tanácsról
- 1921. évi VI. törvénycikk A bortermelési adóról szóló 1918. évi I. törvénycikk egyes rendelkezéseinek módosításáról
- 1921. évi VII. törvénycikk A dohányjövedéki kihágások és szabálytalanságok után megállapított pénzbüntetések mértékének fölemeléséről
- 1921. évi VIII. törvénycikk   A szesz megadóztatására vonatkozó törvények rendelkezéseinek módosításáról és kiegészítéséről
- 1921. évi IX. törvénycikk A sör után fizetendő kincstári részesedésről
- 1921. évi X. törvénycikk A fegyveradóról és a vadászati adóról szóló 1883. évi XXIII. tc. némely rendelkezésének módosításáról
- 1921. évi XI. törvénycikk A gyujtószeradóról
- 1921. évi XII. törvénycikk A magánszolgálatban álló alkalmazottak munkaadói által az alkalmazottak nyugdíjintézete részére juttatott adományok illetékmentességéről
- 1921. évi XIII. törvénycikk A hadiváltságról
- 1921. évi XIV. törvénycikk A pénzforgalom ideiglenes szabályozásáról
- 1921. évi XV. törvénycikk A betétek, a folyószámlakövetelések és a természetben elkülönítve őrzött készpénzletétek, továbbá a belföldi részvények és szövetkezeti üzletrészek, a külföldi pénznemek és a külföldi értékpapírok vagyonváltságáról
- 1921. évi XVI. törvénycikk Az 1920/21. költségvetési év első három hónapjában viselendő közterhekről és fedezendő állami kiadásokról szóló 1920:XIV. tc. hatályának 1921. évi július hó végéig való kiterjesztése tárgyában
- 1921. évi XVII. törvénycikk A szénjogi térilletékről
- 1921. évi XVIII. törvénycikk A bányaművelésből és a hozzátartozó iparágak üzletéből eredő jövedelem megadóztatásáról
- 1921. évi XIX. törvénycikk A szivarkahüvely- és szivarkapapir-adóról
- 1921. évi XX. törvénycikk Az értéktárgyak kivitele tekintetében fennállott tilalmak megszegésének büntetéséről
- 1921. évi XXI. törvénycikk A postai díjmentesség megszüntetéséről
- 1921. évi XXII. törvénycikk A védjegyek oltalmáról rendelkező törvények módosításáról és kiegészítéséről
- 1921. évi XXIII. törvénycikk Az 1920/21. évi állami költségvetésről
- 1921. évi XXIV. törvénycikk A m. kir. szabadalmi bíróság elnökének, alelnökének és bíráinak illetményeiről
- 1921. évi XXV. törvénycikk A kolozsvári és pozsonyi m. kir. tudomány egyetem ideiglenes áthelyezéséről
- 1921. évi XXVI. törvénycikk A magyar államadósságokról és az azokat terhelő vagyonváltságról
- 1921. évi XXVII. törvénycikk A bírói oklevél képesítő hatályának kiterjesztéséről
- 1921. évi XXVIII. törvénycikk A büntetőtörvényekben és egyes más törvényekben megállapított értékhatároknak, valamint a pénzbüntetés és pénzbírság mértékének ideiglenes felemeléséről
- 1921. évi XXIX. törvénycikk A büntető igazságszolgáltatás egyszerűsítéséről
- 1921. évi XXX. törvénycikk Az iskoláztatási kötelesség teljesítésének biztosításáról
- 1921. évi XXXI. törvénycikk A munkásbiztosítási bíráskodásról
- 1921. évi XXXII. törvénycikk A nemzeti hadsereghez tartozó hivatásos havidíjasoknak és hivatásos (önként továbbszolgáló) altiszteknek, valamint az említett személyek hátramaradottainak katonai ellátásáról
- 1921. évi XXXIII. törvénycikk Az Északamerikai Egyesült Államokkal, a Brit Birodalommal, Franciaországgal, Olaszországgal és Japánnal, továbbá Belgiummal, Kínával, Kubával, Görögországgal, Nikaraguával, Panamával, Lengyelországgal, Portugáliával, Romániával, a Szerb-Horvát-Szlovén Állammal, Sziámmal és Cseh-Szlovákországgal 1920. évi június hó 4. napján a Trianonban kötött békeszerződés becikkelyezéséről
- 1921. évi XXXIV. törvénycikk Az 1921/22. költségvetési év augusztus 1-től december végéig viselendő közterhekről és fedezendő állami kiadásokról
- 1921. évi XXXV. törvénycikk A trianoni békeszerződés következtében elbocsátandó hivatásos katonai havidíjasok és hivatásos altisztek kivételes átmeneti ellátásáról
- 1921. évi XXXVI. törvénycikk Állami kislakások építéséről
- 1921. évi XXXVII. törvénycikk Az üzleti záróráról szóló 1913:XXXVI. törvénycikk kiegészítéséről
- 1921. évi XXXVIII. törvénycikk A magyar korona országai egyesített címerének és az ország külön címerének magánosok és magánjellegű testületek, vállalatok és intézetek által való használhatásáról szóló 1883. évi XVIII. törvénycikkel megállapított engedély-díj felemeléséről
- 1921. évi XXXIX. törvénycikk Az őrlési és forgalmi adóról
- 1921. évi XL. törvénycikk A büntetés végrehajtásának kivételes elhalasztásáról és félbeszakításáról
- 1921. évi XLI. törvénycikk A szesz megadóztatására vonatkozó törvények némely rendelkezéseinek módosításáról, illetve kiegészítéséről
- 1921. évi XLII. törvénycikk A gazdasági felügyelői szolgálatról
- 1921. évi XLIII. törvénycikk A hazaárulók vagyoni felelősségéről szóló 1915:XVIII. törvénycikk kiegészítéséről
- 1921. évi XLIV. törvénycikk A katonatisztek, továbbá állami és más köztisztviselők gyermekeinek nevelőintézeteiről
- 1921. évi XLV. törvénycikk Az ingatlanok, a felszerelési tárgyak, az árúraktárak, az ipari üzemek és egyéb jószágok vagyonváltságáról
- 1921. évi XLVI. törvénycikk Az 1921/22. költségvetési év augusztus hó elsejétől december hó végéig viselendő közterhekről és fedezendő állami kiadásokról szóló 1921. évi XXXIV. tc. módosítása és az evvel kapcsolatos intézkedések tárgyában
- 1921. évi XLVII. törvénycikk IV. Károly Ő Felsége uralkodói jogainak és a Habsburg Ház trónörökösödésének megszüntetéséről
- 1921. évi XLVIII. törvénycikk Az Amerikai Egyesült-Államokkal 1921. évi augusztus hó 29. napján Budapesten kötött békeszerződés becikkelyezéséről
- XLIX. törvénycikk  A m. kir. honvédségről
- 1921. évi L. törvénycikk A tengeri kereskedelmi hajók lajstromozásáról szóló 1879. évi XVI. törvénycikket módosító és kiegészítő rendelkezésekről
- 1921. évi LI. törvénycikk A lakásépítés előmozdításáról
- 1921. évi LII. törvénycikk Magyarország külkereskedelmi statisztikájáról
- 1921. évi LIII. törvénycikk  A testnevelésről
- 1921. évi LIV. törvénycikk A szerzői jogról
- 1921. évi LV. törvénycikk Egyes külállamokkal való kereskedelmi és forgalmi viszonyaink ideiglenes rendezéséről